# The Martyred Presidents
The Martyred Presidents ist ein US-amerikanischer Kurzfilm aus dem Jahr 1901 von Edwin S. Porter. Der Film wurde am 7. Oktober 1901 von der Edison Manufacturing Company veröffentlicht. 

## Filminhalt
Eine Frau sitzt bei einem Altar, in diesem erscheinen nach und nach die Gesichter der amerikanischen Präsidenten Abraham Lincoln, James A. Garfield und William McKinley. Schließlich gibt es einen Szenenwechsel, bei dem ein Mann sich vor Justitia kniet.

## Hintergrundinformationen
Im Film ist ein Nachbau des Altar of Justice zu sehen, der in Columbia beheimatet ist. Die gezeigten Präsidenten Abraham Lincoln, James A. Garfield und William McKinley starben allesamt durch ein Attentat und werden deshalb im Filmtitel als Märtyrer bezeichnet.